# Trielasmus
Trielasmus is een geslacht van kevers uit de familie  
kniptorren (Elateridae).
Het geslacht is voor het eerst wetenschappelijk beschreven in 1846 door Blanchard.

## Soorten
Het geslacht omvat de volgende soort:
- Trielasmus varians Blanchard, 1846